# ロッシュ＝アン＝レニエ
ロッシュ＝アン＝レニエ （Roche-en-Régnier）は、フランス、オーヴェルニュ＝ローヌ＝アルプ地域圏、オート＝ロワール県のコミューン。
ロッシュ＝アン＝レニエはヴレに18あった男爵領の1つで、領主にはヴレの行政を司る権利が与えられていた。この特権は18世紀まで維持されていた。ロッシュ＝アン＝レニエは最も古い荘園が与えられた地の1つであり（10世紀）、当時のフランス王領に属した軍事的要所の1つであった。

## 歴史
950年、最初のロッシュ領主レニエがその名を未来の町に与えた。1087年、デュラン・ド・ロシュはサン・モーリス教会とシャマリエール小修道院をル・ピュイ司教に寄進した。13世紀、ロッシュ家はヴィヴァレー山地に勢力を広げた有力家門と同盟関係を結んだ。最後の男系子孫が死ぬと、1340年に領地はヴィヴァレーのレヴィ家に移った。その後レヴィ家はローヌ川渓谷からヴレ地方まで伸びる広大な地域の有力者となった。1486年、ロッシュはブルボン公ジャン2世が庶子マチューに授けたアパナージュの1つとなった。16世紀半ば、ロッシュの領主権はフランソワ1世が接収するところとなったが、その後ブルボン家に返された。
フランス革命後の1792年から1795年の国民公会時代、コミューンはモーリス＝ド＝ロッシュ＝マラー（Maurice-de-Roche-Marat）、そしてロッシュ＝マラーと改名させられていた。

## 人口統計
| 1962年 | 1968年 | 1975年 | 1982年 | 1990年 | 1999年 | 2006年 | 2012年 |
| ------ | ------ | ------ | ------ | ------ | ------ | ------ | ------ |
| 670    | 542    | 447    | 409    | 409    | 387    | 472    | 481    |

source=1999年までLdh/EHESS/Cassini、2004年以降INSEE

## 史跡
- 城 - 13世紀に建てられた城は町を見下ろす露頭の上にある。おそらく古い木造の要塞の替わりに建てられ、いくつかの壁、円形のダンジョンに加え、コミューンの紋章にもなっている。1340年以後、領主がレヴィ家となってからダンジョンがロッシュ男爵家の居住地ではなくなっていたが、それにもかかわらず遠方からよく見え、これらの土地で領主の存在を思い起こさせると同時に、この場所での永久的なシンボルの権利を与えられていた。防衛用の設計のため、建物1階に出入り口があるが梯子でしか出入りができず困難であった。上階は大邸宅となっていたが、1階は穀物、ワイン、油を備蓄していた。18世紀、城は廃墟となった。しかし、最後のロシュ城主、ノエル・ジュルダ・ド・ヴォーは、ふもと住民が石を持ち出すことを禁じていた。
- 壁 - 中世の間閉鎖都市だったロッシュは、北は岩の露頭、南は溝を伴う壁で外から守られていた。こうした壁の保守点検に責任を負ったのはロッシュ住民であった。16世紀までは、町を取り巻く壁を通じて外部との往来が許されていたのは城門と抜け穴だけであった。一部が現在でも残っている。しかしその後、住宅に光を取り込むため壁に窓をつけることが認められた。1592年、ヌムール公が壁の取り壊しを命じた。
- 憲兵隊 - 村の中央に出入り口が残る。男爵領時代の憲兵隊の所在地であった。建物は1649年の日付がある。2つの非常に天井の低いアーチとリブ付ヴォールトで支えられた、バルコニーの一種から構成されている。
- ノートルダム・ド・ボン・スクール礼拝堂 - 村の城壁外に、サン・モーリス・ド・ロッシュの司祭が17世紀に自費で建設。フランス革命中、ル・ピュイの巡回法廷は、この礼拝堂の資産を国有財産として売却するよう命じた。
- サン・モーリス教会 - ロッシュの村から約1km半のところにある、12世紀の建物。

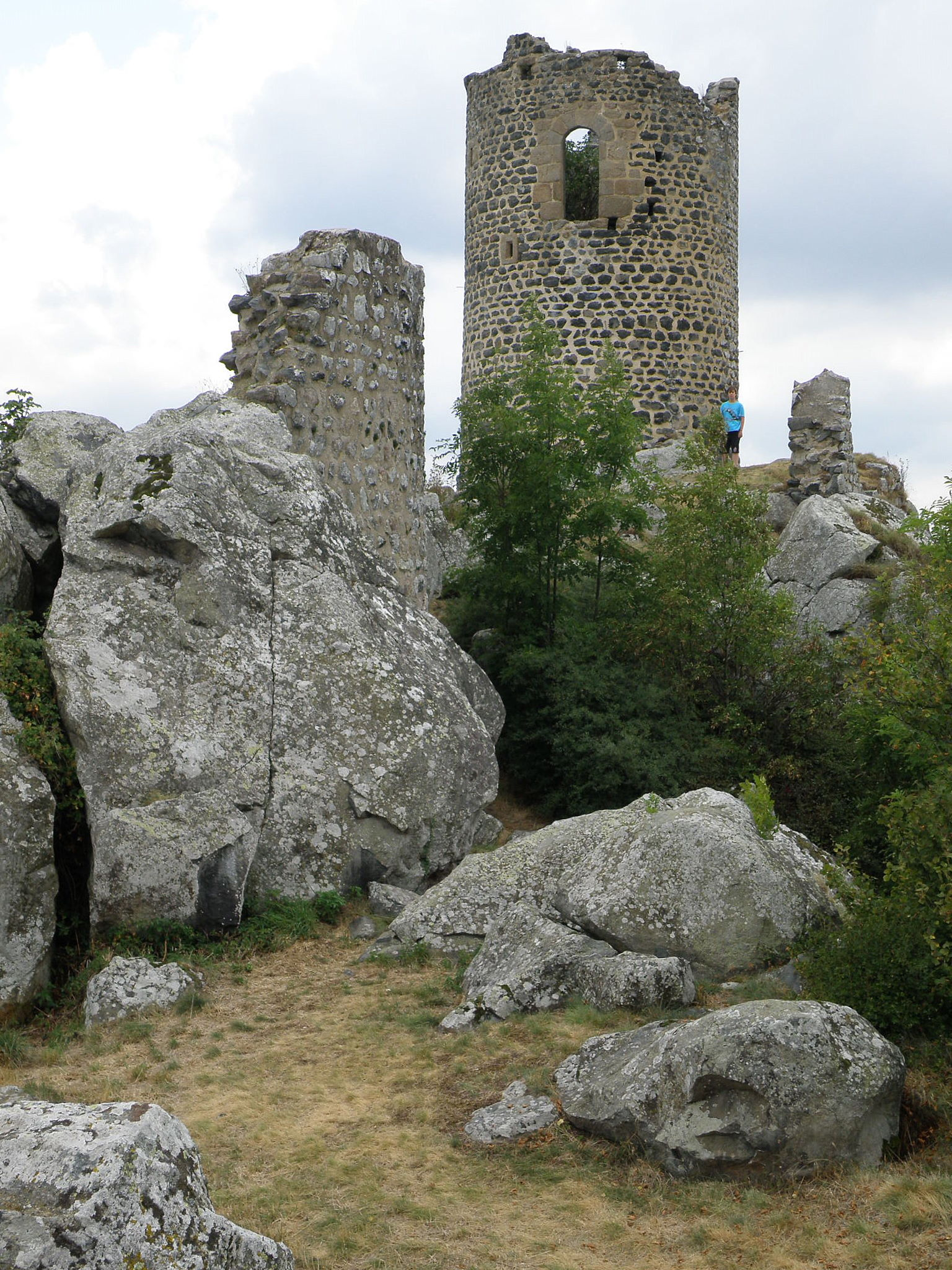
城
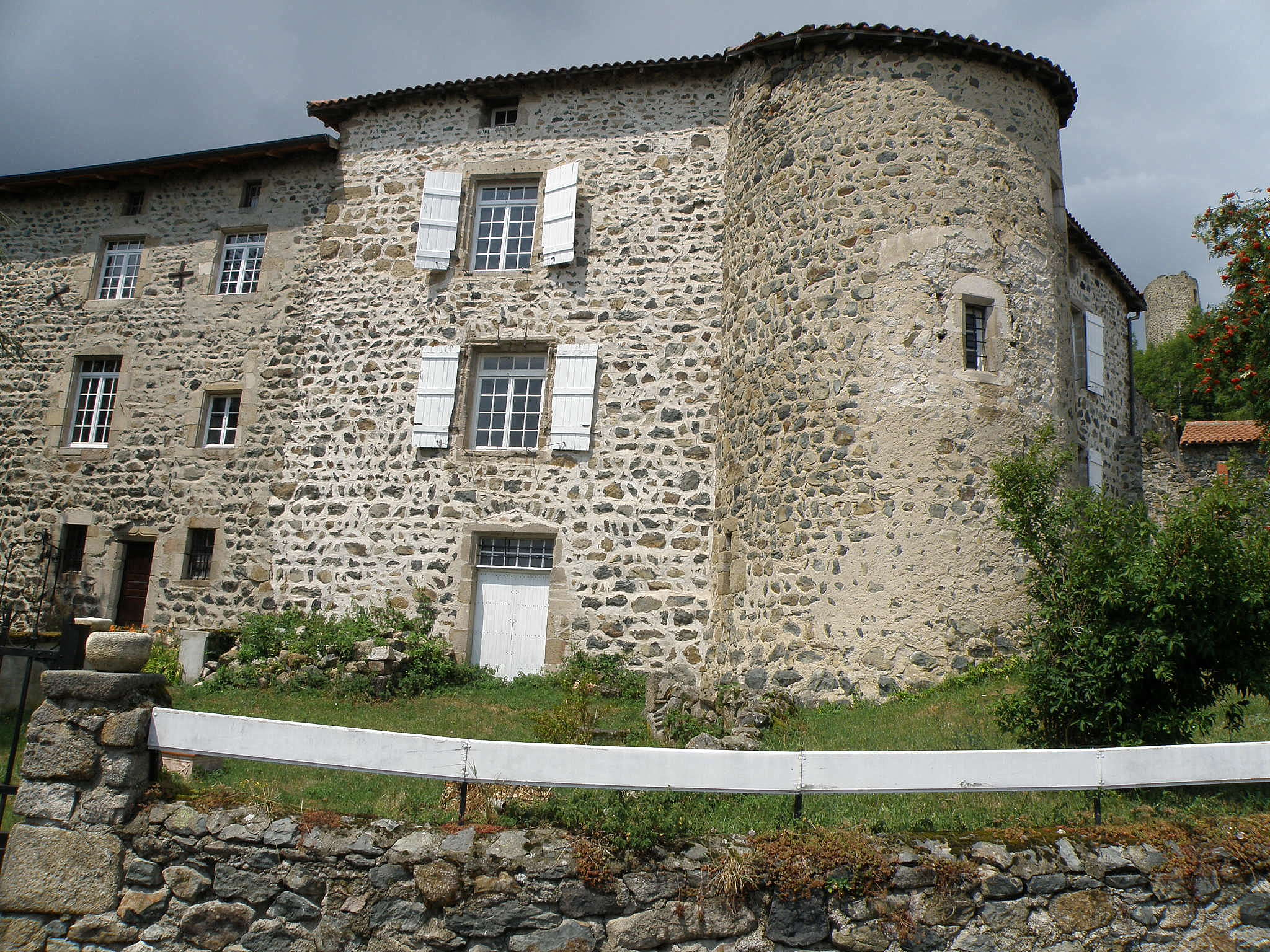
城壁を取り込んだ住宅
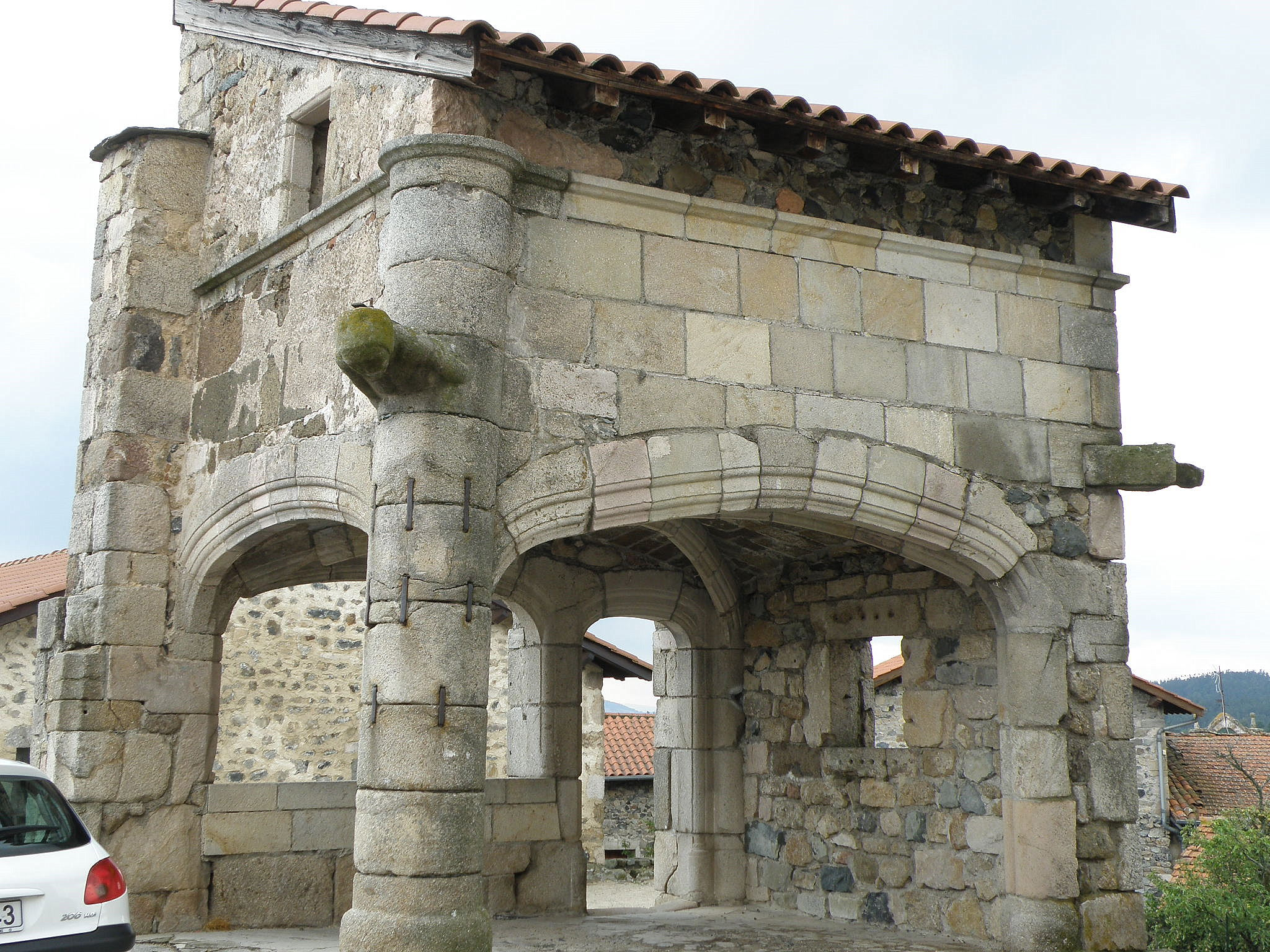
憲兵隊
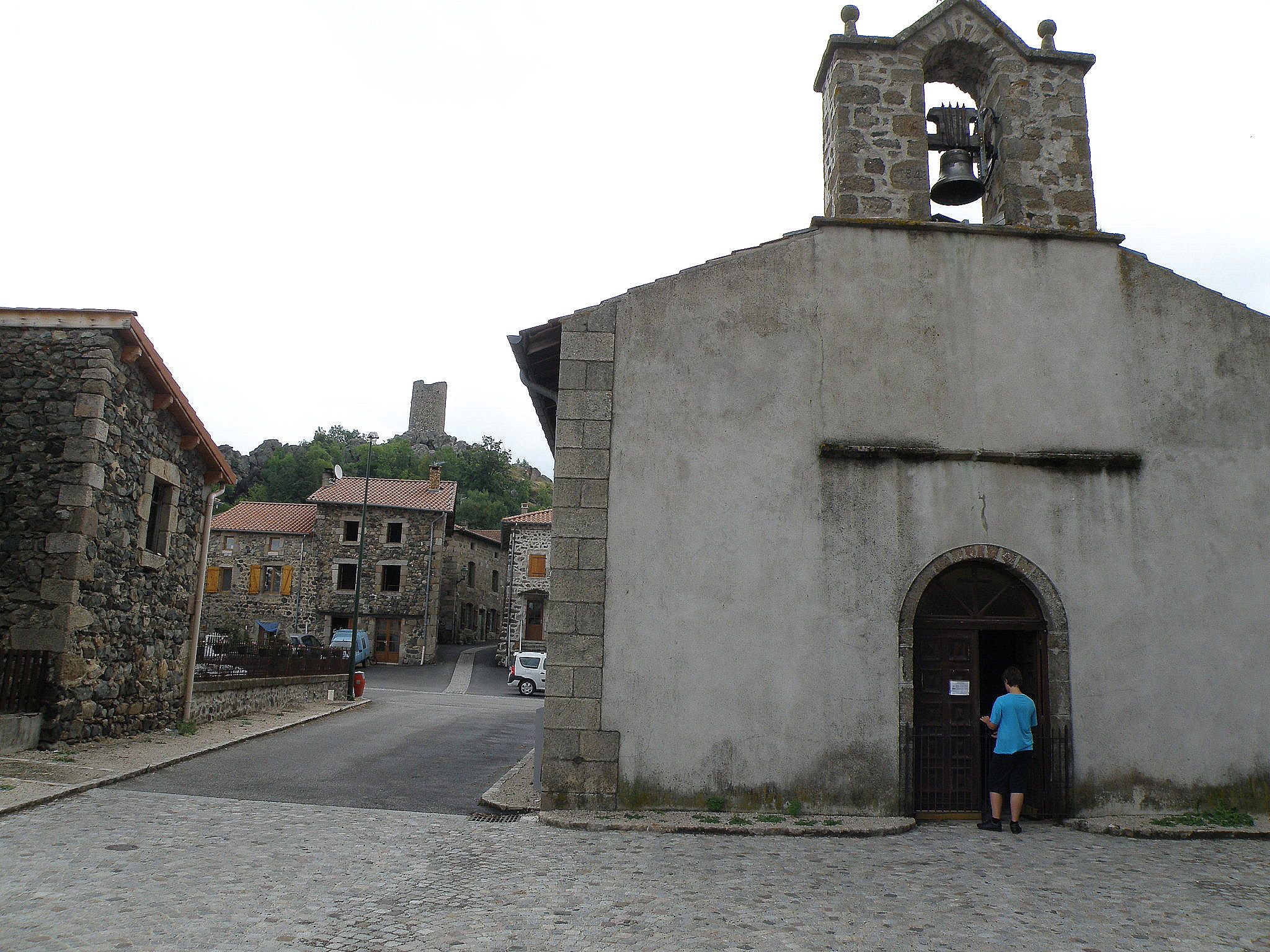
礼拝堂